# Esgrima nos Jogos Olímpicos de Verão de 1896 - Florete masters masculino
O torneio de Florete masters da esgrima nos Jogos Olímpicos de Verão de 1896 ocorreu no dia 7 de abril. Foi o único evento para profissionais nesta edição dos Jogos, realizado logo após o evento para amadores. Leonidas Pyrgos, após vencer Jean Maurice Perronet, se tornou o primeiro grego campeão dos Jogos Olímpicos.

## Medalhistas
| Ouro   | GRE Leonidas Pyrgos       |
| Prata  | FRA Jean Maurice Perronet |
| Bronze | Nenhuma                   |

| Nota: Nesta edição dos Jogos, os vencedores receberam uma medalha de prata e os segundos colocados, uma de bronze. Os terceiros colocados não receberam medalhas. A tradicional sequência ouro-prata-bronze data dos Jogos de 1904, em Saint Louis, e continuou a ser usada em edições subseqüentes. |

## Resultados
| GRE Leonidas Pyrgos | 3-1 | FRA Jean Maurice Perronet |